# John Jeffreys Pratt, 1. markýz z Camdenu
John Jeffreys Pratt, 1. markýz z Camdenu (John Jeffreys Pratt, 1st Marquess of Camden, 2nd Earl of Camden, 1st Earl of Brecknock, 2nd Viscount Bayham, 2nd Baron Camden) (11. února 1759, Londýn, Anglie – 8. října 1840, Seale, Anglie), byl britský státník. Patřil k toryům a s přestávkami třicet let zastával funkce v britské vládě, mimo jiné byl místokrálem v Irsku (1795–1798) nebo ministrem války (1804–1805). Jako hrabě z Camdenu byl od roku 1794 členem Sněmovny lordů, v roce 1812 byl povýšen na markýze, byl též rytířem Podvazkového řádu. Po jeho rodině nese název londýnská městská čtvrť Camden.

## Kariéra

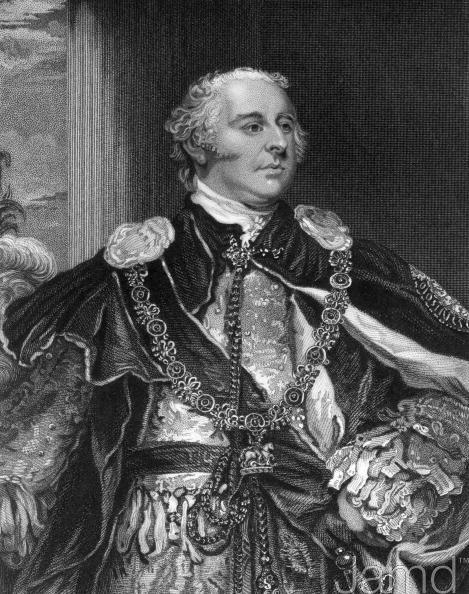
John Jeffreys Pratt, 1. markýz z Camdenu (1825)

Pocházel ze statkářské rodiny připomínané od 16. století v hrabství Devonshire. Narodil se v Londýně jako jediný syn významného právníka a dlouholetého prezidenta Tajné rady Charlese Pratta, 1. hraběte z Camdenu. Studoval v Cambridge a od mládí zastával lukrativní posty ve finanční správě. V letech 1780–1794 byl členem Dolní sněmovny (poslancem byl po dvě volební období za město Bath). Zároveň začal vykonávat nižší funkce ve vládě, byl lordem admirality (1782–1789 a 1794–1795) a lordem pokladu (1789–1794). Jako otcův dědic začal od roku 1786 užívat titul vikomta Bayhama, po otcově smrti vstoupil do Sněmovny lordů jako hrabě z Camdenu (1794). Byl jmenován členem Tajné rady (1793) a členem Tajné rady v Irsku (1794). Od března 1795 do června 1798 byl místokrálem v Irsku, kde prosazoval značně nepopulární politiku, protože odporoval irským emancipačním snahám. Povstání z roku 1798 bylo sice zlikvidováno, ale Camden musel odstoupit a dalších několik let nezískal žádný úřad. V roce 1799 nicméně obdržel Podvazkový řád.
V druhé Pittově vládě byl ministrem války a kolonií (1804–1805) a poté krátce prezidentem Tajné rady (1805–1806). V době Grenvillovy vlády byl v opozici, do Percevalovy vlády vstoupil znovu jako prezident Tajné rady (1807–1812). Po atentátu na premiéra Percevala se nadále veřejného dění stranil, v roce 1812 byl povýšen na markýze z Camdenu. V letech 1808–1840 byl lordem-místodržitelem v Kentu a v letech 1834–1840 kancléřem univerzity v Cambridge, kde také získal čestný doktorát. Mimoto byl kurátorem Britského muzea (1826–1840) a členem Královské společnosti starožitností.

## Rodinné a majetkové poměry

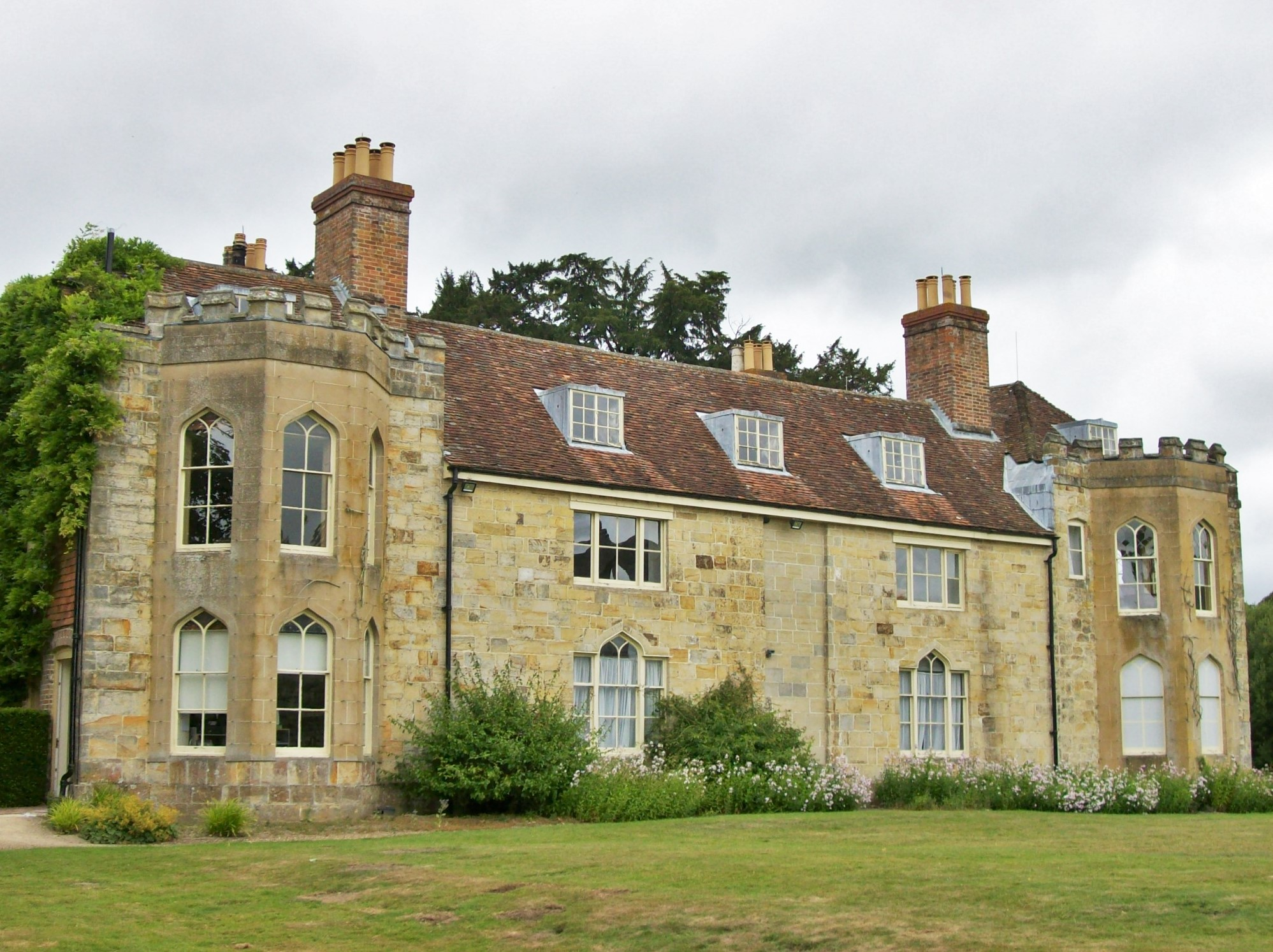
Zámek Bayham Abbey House (hrabství Kent), hlavní rodové sídlo v letech 1714-1961

Jeho manželkou byla Frances Molesworth (1762–1829), s níž měl čtyři děti. Dědicem titulů byl jediný syn George Pratt, 2. markýz z Camdenu (1799–1866), který byl v mládí poslancem Dolní sněmovny, později se ale ve veřejném životě příliš neangažoval. Současným představitelem rodu je David George Pratt, 6. markýz z Camdenu (* 1930).
Johnova sestra Frances (1751–1833) byla manželkou 1. markýze z Londonderry, jejich syn Charles Stewart, 3. markýz z Londonderry, byl generálem za napoleonských válek a diplomatem. Jeho nevlastní bratr z prvního manželství 1. markýze z Londonderry lord Castlereagh byl Camdenovým spolupracovníkem v Irsku a později spolu zasedali ve vládě.
Kromě majetku po otci zdědil v roce 1797 statky v Kentu a Sussexu po bratranci Johnu Prattovi. Hlavním rodovým sídlem byl zámek Bayham Abbey House (Kent) postavený poblíž zřícenin kláštera na stejnojmenném panství, které koupil právník Sir John Pratt v roce 1714. V roce 1961 přešel zámek darem do správy organizace English Heritage. Poslední vůle 1. markýze z Camdenu zahrnovala majetek v hodnotě 40 000 liber.